# Església invisible
L'Església invisible o l'Església mística, és un concepte teològic d'una Església cristiana "invisible" dels elegits que només són coneguts per Déu, en contrast amb l'"Església visible", és a dir, el cos institucional a la terra que predica l'Evangeli i administra els sagraments. Cada membre de l'Església invisible és "salvat", mentre que l'Església visible conté tots els individus que són salvats encara que també tenen alguns que no ho són.
El concepte va ser defensat per Agustí d'Hipona com a part de la seva refutació de la secta donatista, tot i que ell, com altres Pares de l'Església abans que ell, va veure l'Església invisible i l'Església visible com una i la mateixa cosa, a diferència dels posteriors reformadors protestants que ho van fer per no identificar l'Església catòlica com la veritable Església.